# ジュリエット・オーブリー
ジュリエット・オーブリー（Juliet Aubrey、1965年12月17日 - ）は、イギリスの女優である。

## 略歴
イングランドのハンプシャー出身。テレビ出演が多いため、日本公開作品は少なく、主役よりも脇役が多い女優だが、日本ではロバート・カーライルと共演した『GO NOW』のヒロインで知られている。
2007年から2009年にかけ、恐竜SFドラマ『プライミーバル』のキーパーソンであるヘレン・カッターを演じた。

## 主な出演作品

### 映画
- 鯨の中のジョナ Jona che visse nella balena (1993)
- GO NOW Go Now (1995)
- ウェルカム・トゥ・サラエボ Welcome to Sarajevo (1997)
- スティル・クレイジー Still Crazy (1998)
- アイリス Iris (2001)
- ナイロビの蜂 The Constant Gardener (2005)
- ALONE/アローン Mine (2016)

### テレビドラマ
- プライミーバル Primeval (2007-2009)
- ホワイト・クイーン 白薔薇の女王 The White Queen (2013)